# Луїс-Сквінас-Ренч 14
Луїс-Сквінас-Ренч 14 (англ. Louis Squinas Ranch 14) — індіанська резервація в Канаді, у провінції Британська Колумбія, у межах регіонального округу Карібу.

## Населення
За даними перепису 2016 року, індіанська резервація не має постійного населення.

## Клімат
Середня річна температура становить 2,1 °C, середня максимальна – 17,8 °C, а середня мінімальна – -16,6 °C. Середня річна кількість опадів – 480 мм.
| Клімат поселення                              | Клімат поселення | Клімат поселення | Клімат поселення | Клімат поселення | Клімат поселення | Клімат поселення | Клімат поселення | Клімат поселення | Клімат поселення | Клімат поселення | Клімат поселення | Клімат поселення | Клімат поселення |
| Показник                                      | Січ.             | Лют.             | Бер.             | Квіт.            | Трав.            | Черв.            | Лип.             | Серп.            | Вер.             | Жовт.            | Лист.            | Груд.            |                  |
| Середній максимум, °C                         | −2,26            | 0,39             | 4,99             | 9,48             | 13,82            | 17,45            | 17,83            | 17,67            | 13,74            | 8,37             | 1,10             | −3,95            |                  |
| Середня температура, °C                       | −9,44            | −6,77            | −2,18            | 2,33             | 6,64             | 10,29            | 12,78            | 12,62            | 8,70             | 3,33             | −3,95            | −9               |                  |
| Середній мінімум, °C                          | −16,59           | −13,93           | −9,33            | −4,84            | −0,52            | 3,14             | 7,74             | 7,58             | 3,66             | −1,72            | −8,99            | −14,05           |                  |
| Норма опадів, мм                              | 49               | 29               | 24               | 21               | 33               | 45               | 43               | 36               | 35               | 52               | 62               | 51               |                  |
| Середньомісячна швидкість вітру, м/с          | 1.78             | 1.82             | 2.03             | 2.30             | 2.30             | 2.30             | 2.24             | 2.00             | 1.90             | 1.99             | 1.96             | 1.70             |                  |
| Середньомісячна сонячна радіація, кДж/м²·день | 2680             | 5318             | 9900             | 14593            | 18245            | 19767            | 19763            | 16717            | 11560            | 6242             | 3068             | 2014             |                  |
| --------------------------------------------- | ---------------- | ---------------- | ---------------- | ---------------- | ---------------- | ---------------- | ---------------- | ---------------- | ---------------- | ---------------- | ---------------- | ---------------- | ---------------- |
| Джерело:                                      |                  |                  |                  |                  |                  |                  |                  |                  |                  |                  |                  |                  |                  |